# Konflikten i Østsudan
Konflikten i Østsudan var en borgerkrig i Sudan mellem centralregeringen i Khartoum og etniske minoriteter i de østsudanske provinser. I løbet af 1990’erne udviklede spændinger mellem lokalbefolkningen og regeringen sig til åbne kampe. I midten af 2006, blev der underskrevet en fredsaftale mellem de involverede oprørsgrupper og regeringen, og siden har stridighederne været bilagt.

## Årsager
Det østlige Sudan bebos hovedsageligt af medlemmer af beja og rashaidafolkene, området er fattigt og underudviklet også i forhold til resten af landet, og det plages ofte af tørke og hungersnød. Trods rige forekomster af guld og jernmalm i Jebel al-Bahrbjergene, har udnyttelsen af disse ressourcer ikke forandret levevilkårene for lokalbefolkningen; tværtimod føler mange beja og rashaida, at de bliver marginaliseret og undertrykt af centralregeringen.

## Forløb
I 1957 grundlagde intellektuelle af bejaafstamning organisationen Beja Congress, med Dr. Taha Osman Bileya som leder. Formålet var at arbejde for større autonomi for bejafolket. I 1990’erne indledte Beja Congress som reaktion på en forøget repression egentlige kamphandlinger vendt mod regeringsstyrkerne. Regeringsinstallationer såsom de strategisk vigtige olieledninger, som løber igennem beja-området mod Rødehavet, var ofte mål for oprørsgruppens angreb.
I 2005 indledte oprørsgruppen SPLA i Sydsudan og regeringen fredsforhandlinger, der bragte en ende på krigen mod syd. Fredstraktaten gav de sydlige provinser en højere grad af autonomi og muligheden for selvstændighed blev stillet i udsigt. Det gav de utilfredse befolkningsgrupper i andre egne af landet forhåbninger om at kunne opnå en lignende aftale. Beja Congress gik i forbund med SLA i Darfur og slog sig sammen med rashaida-gruppen Free Lions i Eastern Front. Sudans regering frygtede at konflikten i Østsudan ville eskalere og nå samme omfang som i Darfur og begyndte derfor at arbejde for en fred.

### Fred
I begyndelsen af 2006 blev fredsforhandlingerne mellem Sudans regering og Østsudans oprørere indledt i Asmara, Eritrea, og 26. juni blev der indgået en våbenhvileaftale. . Samtidig blev enedes man om en ny udviklingsplan for hele regionen. ; den omfattede en fond til finansiering af bedre uddannelse, nyt sundhedssystem og bedre adgang til drikkevand i Østsudan. Senere ville man afklare spørgsmål om sikkerhed og fordelingen af magten mellem lokalbefolkningen og centralregeringen. 14. oktober blev fredsaftalen underskrevet. .
I maj 2007 blev Eastern Fronts talsmand Musa Mohammed Ahmed udnævnt som assistent for Sudans præsident Omar al-Bashir, andre fremtrædende medlemmer af oprørsgruppen blev indsat i prominente positioner i centraladministrationen. Eastern Front erklærede 1. juni at de havde påbegyndt demobiliseringen af deres militære styrker.